# Distrito de Longar
El distrito de Longar es uno de los doce distritos de la provincia de Rodríguez de Mendoza, ubicado en el departamento de Amazonas, en el norte del Perú. Limita por el noreste con el distrito de Mariscal Benavides; por el sur con el distrito de Huambo; por el suroeste con el distrito de Cochamal y; por el noroeste con la provincia de Chachapoyas.
Desde el punto de vista jerárquico de la Iglesia católica forma parte del Diócesis de Chachapoyas.

## Historia
El distrito fue creado el 31 de octubre de 1932 mediante Ley N.º 7626, en el gobierno del Presidente Luis Miguel Sánchez Cerro.

## Geografía
Abarca una superficie de 66,24 km² y tiene una población estimada mayor a 1 600 habitantes. Su capital es el centro poblado de Longar.

## Autoridades

### Municipales
- 2019 - 2022[3]
  - Alcalde: Amando López Muñoz, de Sentimiento Amazonense Regional.
  - Regidores:

  1. María Lucila Arista Salazar (Sentimiento Amazonense Regional)
  2. María Perpetuo Mestanza Jiménez (Sentimiento Amazonense Regional)
  3. Jorge Enrique Araujo Saldaña (Sentimiento Amazonense Regional)
  4. José Mercedes Mendoza Muñoz (Sentimiento Amazonense Regional)
  5. Robert Muñoz Montano (Movimiento Independiente Surge Amazonas)

Alcaldes anteriores
- 2015 - 2018:[4] Emer Augusto Muñoz Tuesta, del movimiento Sentimiento Amazonense Regional.
- 2011 - 2014: José Orlando Castro Pereira, Movimiento Regional Fuerza Amazonense(FA).
- 2007 - 2010: Emer Augusto Muñoz Tuesta.